# Eburia albolineata
Eburia albolineata là một loài bọ cánh cứng trong họ Cerambycidae.